# Натанаил Охридски и Пловдивски
Натанаил Охридски и Пловдивски или Натанаил Кучевишки (буг. Натанаил Охридски; Кучевиште, 26. октобар 1820 — Пловдив, 18. септембар 1906) је био митрополит охридски и пловдивски Бугарске егзархије, писац и револуционар.

## Биографија
Рођен је као Недељко Нешо Стојанов (Недялко Нешо Стоянов) или Станков Бојкикев (Станков Бойкикев) у селу Кучевишту на Скопској Црној Гори, у северној Македонији.
Школује се у Кучевишком манастиру, а затим у Самокову 1835. године.
Образовање наставља у Прилепу, где заједно са бугарским учитељем Георгијем Самуркашевим преводи антисемитски трактат „Служење јеврејско и сво њихово злотворство“ (Служение еврейско и все злотворение нихно) монаха Неофита, штампаног 1838. године, у првој бугарској штампарији Теодосија Синаитског у Солуну.
Године 1837. подстрижава се за монаха у манастиру Зограф и добија име Натанаил. После годину дана одлази на школовање у Духовну семинарију у Кишињев, а затим у Одеску семинарију. У Русији заједно са Захаријем Књажеским преводи дело „Огледало хришћанско“ (Зерцало или огледало християнское), штампано у Москви 1847. године.
После завршене семинарије одлази на студије у Кијевску духовну академију коју завршава 1851. године. У Кијеву је рукоположен за јеромонаха. Путује по Русији, Аустрији, Србији, Влашкој, Молдавији, Отоманској империји. У Прагу, 1853. године, издаје дело „Пријатељско писмо Бугарина Грку“ на црквенословенском језику, у којем описује догађаје око одвајања дела Цариградске патријаршије и стварања Бугарске егзархије. Године 1863. представник је у Моравској, на прослави 1.000 година од дела Светих Ћирила и Методија.

## Делатност
Од 1854. до 1869. године је представник Зографског манастира, као игуман Добровецког манастира у Молдавији. У Букурешту 1865. године издаје „Буквар Славјано-б'лгарски“ (Буквар славено-българскій), намењен тадашњој бугарској школи у његовом родном селу Кучевишту, а затим пише књигу „Догађаји у Скопској епархији“, у којој објашњава разлоге противгрчког става у црквеним питањима.
У септембру 1872. године, рукоположен је за првог митрополита Бугарске егзархије у Охриду. У време избијања Руско-турског рата 1877—1878. године, учествује у Кресненско-разлошком устанку међу бугарским народом у Пиринској Македонији, као борац за прикључење Македоније Бугарској, у складу са организованом акцијом Русије око стварања Велике Бугарске као руске интересне сфере на Балкану. У Петроград шаље извештаје о прогонима Бугара у Македонији, паљењима села, силовањима и другим злочинствима над народом, од стране Турака. После пропасти устанка и одлука Берлинског конгреса којим је поништена одлука о стварању Велике Бугарске, а Бугари сведени на реалну меру, учесници устанка беже у Бугарску. У Охрид више није могао да се врати због одлука турских власти. Због тога остаје у Бугарској и од 1891. године постаје пловдивски митрополит у аутономној Источној Румелији и на том месту остаје до смрти.